# Beat (bisbe d'Urgell)
|  | Per a altres significats, vegeu «Beat (desambiguació)». |

Beat d'Urgell és conegut com a bisbe d'Urgell per aparèixer en un reconeixement que feu l'abat Wisamundo del monestir de Sant Andreu de Tresponts a l'arxipreste Froila de les esglésies de Santa Eulàlia i Sant Joan a la vall de la Vansa, datat l'any 850.